# Fritz Zwicky

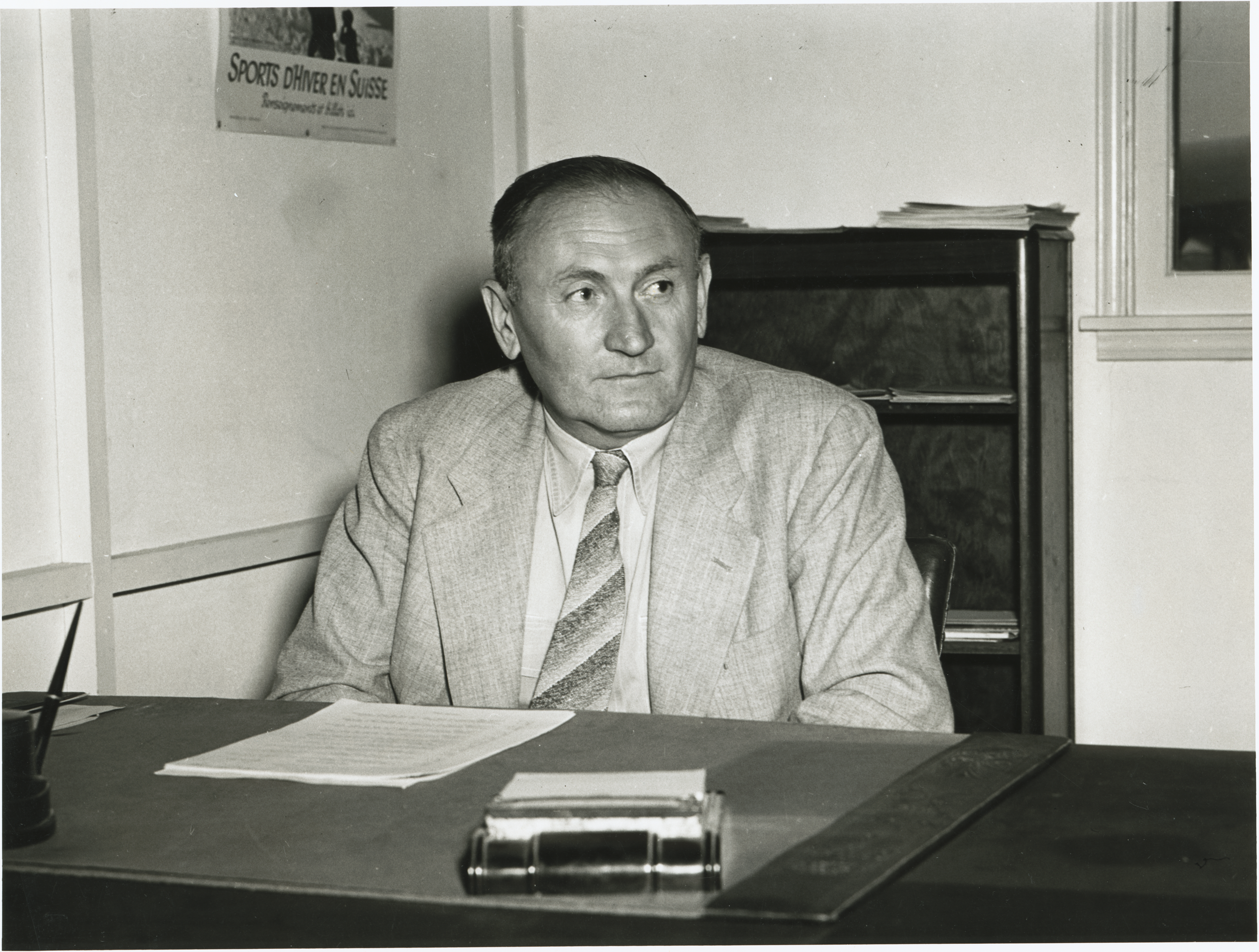
Fritz Zwicky (1947)

Fritz Zwicky (sinh vào ngày 14 tháng 2 năm 1898 - mất vào ngày 08 tháng 2 năm 1974) là một nhà thiên văn học Thụy Sĩ. Ông làm việc hầu hết cả cuộc đời tại Viện Công nghệ California ở Hoa Kỳ, nơi ông đã có nhiều đóng góp quan trọng trong thiên văn học lý thuyết và quan sát.
Tên ông được đặt cho một tiểu hành tinh (1803 Zwicky), miệng núi lửa trên Mặt Trăng và thiên hà (I Zwicky 18).

## Tiểu sử
Fritz Zwicky sinh ra tại Varna, Bulgaria, cha là người Thụy Sĩ. Cha của ông, Fridolin Zwicky (sinh năm 1868), là một nhà tư bản công nghiệp nổi tiếng ở thành phố Bulgaria và cũng từng là đại sứ của Na Uy tại Varna (1908-1933). Mẹ của Fritz, Franziska Vrček (sinh năm 1871), là người gốc Séc từ Đế quốc Áo-Hung. Fritz là người lớn nhất trong ba người con của gia đình Zwicky: một em trai tên là Rudolf và một em gái tên là Leonie. Mẹ Fritz qua đời ở Varna vào năm 1927 và cha Fridolin vẫn ở Bulgaria cho đến năm 1945, khi cha ông trở về Thụy Sĩ. Em gái Leonie kết hôn với một người Bulgaria và dành toàn bộ cuộc sống của mình trong thành phố Varna.
Năm 1904, lúc Fritz sáu tuổi, cậu đã được cha mẹ gửi đến nhà ông bà ở Glarus, Thụy Sĩ để học cách kinh doanh mua bán. Nhưng sở thích của ông lại là toán học và vật lý. Và ông đã được đào tạo trong nền giáo dục tiên tiến về lĩnh vực toán học và vật lý thực nghiệm tại Viện Công nghệ Liên bang Thụy Sĩ, nằm ở Zurich. Năm 1925, ông di cư sang Hoa Kỳ để làm việc cùng với Robert Millikan tại Viện Công nghệ California (Caltech) khi nhận được "học bổng quốc tế của Quỹ Rockefeller".
Ông định vị rất nhiều lý thuyết vũ trụ học đã có tác động sâu sắc đến sự hiểu biết về vũ trụ của chúng ta ngày hôm nay. Ông là người đầu tiên giải thích thuật ngữ "siêu tân tinh" trong quá trình bồi dưỡng các khái niệm của các ngôi sao neutron của ông. Ông là thiên tài với 1 ý tưởng lớn mà không được hiểu bởi các cơ sở khoa học có khuynh hướng chống lại bất kỳ chuyển đổi mô hình nào.  Zwicky một mình làm tất cả các phép tính toán. Ông dự định viết một cuốn tự truyện có tựa đề "Operation Lone Wolf" (tạm dịch Hành trình sói đơn độc). 5 năm sau, Oppenheimer xuất bản các tài liệu mang tính bước ngoặt của ông, công bố về lý thuyết của sao neutron. Fritz được bổ nhiệm làm giáo sư thiên văn học tại Caltech vào năm 1942, làm giám đốc nghiên cứu/tư vấn cho Tổng công ty Aerojet Engineering Corporation (1943-1961) và nhân viên của Đài quan sát Mount Wilson và Đài quan sát Palomar cho hầu hết sự nghiệp của mình. Ông đã phát triển một số các động cơ phản lực sớm nhất và nắm giữ trên 50 bằng sáng chế, một số đó là về lực đẩy phản lực, và là người phát minh ra máy bay phản lực dưới nước (TIME 14 tháng 3 năm 1949).
Vào tháng 4 năm 1932, Fritz Zwicky kết hôn với Dorothy Vernon Gates, con gái của một gia đình địa phương nổi tiếng và con của Thượng nghị sĩ Egbert Gates. Dorothy đã tài trợ chi phí cho đài thiên văn Palomar trong thời kỳ Đại suy thoái. Zwicky và Dorothy đã ly hôn vào năm 1941. Năm 1947, Zwicky kết hôn với Anna Margaritha Zurcher ở Thụy Sĩ, và sau này họ có ba cô con gái tên là Margrit, Franzisk, Barbarina. Ở bảo tàng Zwicky đặt tại Landesbibliothek, Glarus còn lưu lại nhiều giấy tờ của ông về các công trình khoa học, trong đó có "Phân tích hình thái" (Morphological analysis). Zwicky qua đời tại Pasadena vào ngày 8 tháng 2 năm 1974, và được chôn cất tại đô thị cũ Mollis, Thụy Sĩ.
Fritz Zwicky là 1 người theo chủ nghĩa vô thần.
Ông được nhắc đến là một thiên tài và cả là một người thô lỗ, kì quặc.
Một cuốn tiểu sử gần đây bằng tiếng Anh được xuất bản bởi Quỹ Fritz Zwicky (tác giả Alfred Stöckli & Roland Müller): Fritz Zwicky – An Extraordinary Astrophysicist. Cô con gái út của Fritz Zwicky đã không đồng ý để Stöckli và Müller sử dụng tên hoặc hình ảnh của cô cho cuốn sách này.

## Công trình khoa học.

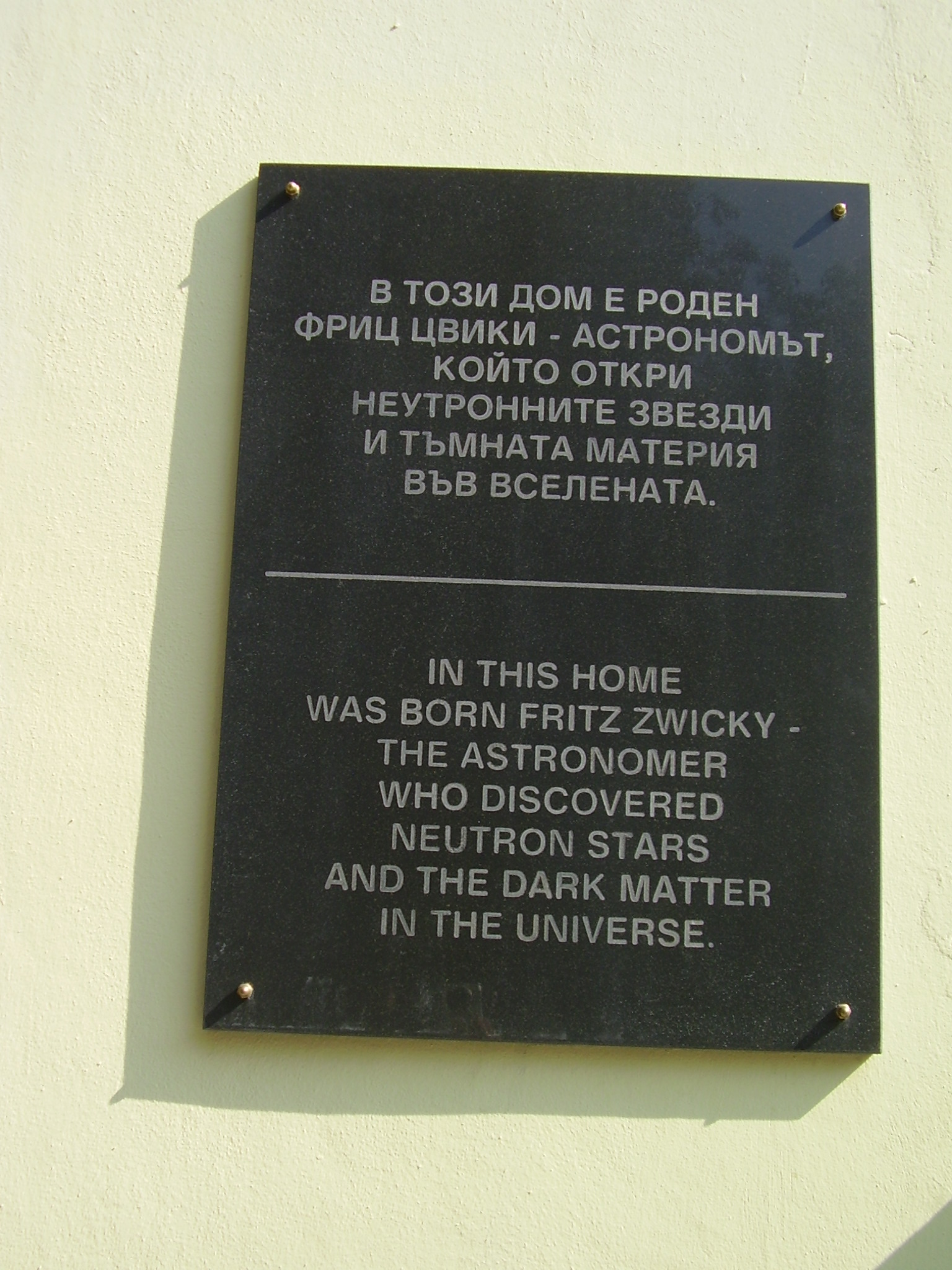
Đây là tấm bia kỷ niệm đặt tại trong nhà ở Varna, nơi Zwicky được sinh ra. Đó là thành quả của sự đóng góp không nhỏ về sự hiểu biết các ngôi sao neutron và các vật chất tối cho nhân loại của ông trong ngành thiên văn.

Fritz Zwicky là một nhà khoa học có những đóng góp quan trọng trong nhiều lĩnh vực thiên văn học.

#### Tinh thể ion và chất điện giải
Nghiên cứu khoa học đầu tiên của ông là nghiên cứu về tinh thể ion và chất điện giải.

#### Siêu tân tinh và các ngôi sao neutron
Năm 1935, cùng với đồng nghiệp Walter Baade, Zwicky tiên phong trong việc thúc đẩy sử dụng kính thiên văn Schmidt đầu tiên cho một đài quan sát ở trên đỉnh núi. Ông mang các ống kính của Bernard Schmidt - người làm kính quang học nổi tiếng ở nước Đức - chế tạo. Năm 1934, ông và Baade đã đưa ra thuật ngữ "siêu tân tinh" và đưa ra giả thuyết rằng đây là quá trình chuyển đổi của các ngôi sao bình thường thành những ngôi sao neutron, cũng như nguồn gốc của các tia vũ trụ. Cái nhìn sâu sắc đó đã có tác động to lớn trong công cuộc xác định kích thước và tuổi của vũ trụ trong những thập kỉ tiếp theo.
Để làm sáng tỏ cho giả thuyết này, Zwicky bắt đầu tìm những siêu tân tinh trong suốt 52 năm và tìm thấy được tổng cộng là 120., một kỷ lục cho đến năm 2009, khi Tom Boles vượt qua.

#### Những "cây nến chuẩn"
Năm 1938, đồng nghiệp của Zwicky là Walter Baade đề xuất sử dụng siêu tân tinh là "Những cây nến chuẩn" (Standard candles, phương pháp đo khoảng cách của các thiên thể, bằng cách so sánh cường độ ánh sáng phát ra của chúng với những độ sáng của các thiên thể đã được biết trước - những thiên thể với độ sáng được biết trước, được gọi là "những cây nến chuẩn") để ước lượng khoảng cách trong vũ trụ. Bởi vì đường cong ánh sáng của nhiều siêu tân tinh cho thấy một độ sáng cao. Chúng thiết lập một quy mô khoảng cách vũ trụ bởi một độ sáng nội tại đã được biết đến.

#### Thấu kính hấp dẫn
Năm 1937, Zwicky cho rằng cụm thiên hà có thể giống như thấu kính hấp dẫn là do chịu tác dụng của hiệu ứng Einstein. Mãi cho đến năm 1979, hiệu ứng này mới được khẳng định qua cuộc quan sát thiên thể được gọi là "Quasar Đôi" (Q0957+561).

#### Vật chất tối
Trong khi kiểm tra cụm thiên hà Coma vào năm 1933, Zwicky là người đầu tiên sử dụng định lý Virial để suy ra sự tồn tại của vật chất vô hình, mà ông gọi là "vật chất tối" (Dark matter). Ông tính toán khối lượng hấp dẫn của các thiên hà trong cụm và suy ra một giá trị ít nhất lớn hơn 400 lần so với dự kiến từ chính độ sáng của chúng. Điều này có nghĩa là hầu hết các vật chất này phải là vật chất tối.

#### Sự mỏi của ánh sáng
Zwicky cho rằng sự tương quan giữa khoảng cách tính toán của các thiên hà và dịch chuyển đỏ trong quang phổ của chúng đã có một sự khác biệt quá lớn để phù hợp với sai số (Margin of error) của khoảng cách.

#### Phân tích hình thái
Zwicky phát triển một dạng tổng quát của phân tích hình thái, là một phương pháp để cơ cấu hệ thống và điều tra tổng số các mối quan hệ có trong các khối phức hợp các vấn đề đa chiều, thường là không định lượng. Ông đã viết một cuốn sách về đề tài này vào năm 1969, và tuyên bố rằng ông đã thực hiện nhiều khám phá của mình bằng cách sử dụng phương pháp này.

#### Danh mục các thiên hà và các cụm thiên hà
Zwicky dành nhiều thời gian cho việc tìm kiếm các thiên hà và viết các danh mục. Từ năm 1961 đến 1968, ông và các đồng nghiệp của ông đã xuất bản sáu tập "Catalogue of galaxies and of clusters of galaxies". Tất cả đều được xuất bản ở Pasadena, bởi Viện Công nghệ California.

#### Tư tưởng
Zwicky là một nhà tư tưởng kiệt xuất, và những người đương thời với ông thường xuyên không có cách nào biết được ý tưởng nào của ông sẽ được thực hiện. Trong cái nhìn hồi tưởng về cuộc sống và công việc của Zwicky, Stephen Maurer nói :

"When researchers talk about neutron stars, dark matter, and gravitational lenses, they all start the same way: "Zwicky noticed this problem in the 1930s. Back then, nobody listened..."
("Khi các nhà nghiên cứu nói về các sao neutron, vật chất tối, và thấu kính hấp dẫn, tất cả đều bắt đầu theo cùng một cách nói:" Zwicky đã nhận thấy được vấn đề này trong những năm 1930. Nhưng lúc đó, chẳng ai nghe cả...")

## Lòng nhân đạo
Zwicky là một nhà nhân đạo hào phóng với một mối quan tâm lớn đối với xã hội, nhất là trong những hậu quả của cuộc chiến tranh thế giới thứ hai. Zwicky có cố gắng lớn để thu thập rất nhiều sách về thiên văn học và các chủ đề khác, và vận chuyển chúng đến các thư viện khoa học bị chiến tranh tàn phá ở châu Âu và châu Á.
Ông cũng đã có sự tham gia lâu dài với các Quỹ từ thiện Pestalozzi của Mỹ, hỗ trợ các trại trẻ mồ côi. Zwicky nhận được huy chương vàng của tổ chức này trong năm 1955, để ghi nhận những cống hiến của mình.

## Danh hiệu
Năm 1949, Tổng thống Truman trao Zwicky Huân chương Tự do Tổng thống, cho việc nghiên cứu tên lửa đẩy trong Thế chiến II. Năm 1968, khi về hưu, Zwicky được làm giáo sư cao quý (professor emeritus) tại Viện Công nghệ California.
Năm 1972, Zwicky được trao huy chương vàng của Hội Thiên văn học Hoàng gia, giải thưởng uy tín nhất, vì ông đã có những đóng góp quý giá cho ngành thiên văn học và vũ trụ học. Giải thưởng này đặc biệt ghi nhận công lao của ông trong việc nghiên cứu sao neutron, vật chất tối, và các danh mục sắp xếp các thiên hà.
Tên ông được đặt cho một tiểu hành tinh (1803 Zwicky), miệng núi lửa trên Mặt Trăng và thiên hà (I Zwicky 18).

## Những ấn phẩm phát hành
Zwicky phát hành hàng trăm ấn phẩm trong sự nghiệp lâu dài của mình, bao gồm rất nhiều chủ đề.
- Zwicky, F. (tháng 10 năm 1929), "On the Red Shift of Spectral Lines through Interstellar Space", Proceedings of the National Academy of Sciences 15 (10): 773–779,Bibcode:1929PNAS...15..773Z, doi:10.1073/pnas.15.10.773, PMC 522555, PMID 16577237. Đây là bài viết mô phỏng ánh sáng yếu, giải thích định luật Hubble.
- Baade, W.; Zwicky, F. (1934), "On Super-novae", Proceedings of the National Academy of Sciences 20 (5): 254–259, Bibcode:1934PNAS...20..254B,doi:10.1073/pnas.20.5.254, PMC 1076395, PMID 16587881, and Baade, W.; Zwicky, F. (1934), "Cosmic Rays from Super-novae", Proceedings of the National Academy of Sciences 20 (5): 259–263, Bibcode:1934PNAS...20..259B, doi:10.1073/pnas.20.5.259. Bài viết tiếp giới thiệu các khái niệm về siêu tân tinh và sao neutron.
- Zwicky, F. (tháng 11 năm 1938), "On Collapsed Neutron Stars", Astrophysical Journal 88: 522–525, Bibcode:1938ApJ....88..522Z, doi:10.1086/144003. Bài viết nói về sao neutron, được giới thiệu trong báo "siêu tân tinh", giải thích khối lượng các sao và các hố đen.
- Zwicky, F. (tháng 12 năm 1939), "On the Formation of Clusters of Nebulae and the Cosmological Time Scale", Proceedings of the National Academy of Sciences 25(12): 604–609, Bibcode:1939PNAS...25..604Z, doi:10.1073/pnas.25.12.604. Zwicky chứng minh qua hình dạng của tinh vân đã chỉ ra vũ trụ lớn hơn, được giải thích bằng mô hình vũ trụ mở rộng.
- Zwicky, F. (tháng 8 năm 1941), "A Mosaic Objective Grating for the 18-inch Schmidt Telescope on Palomar Mountain", Publications of the Astronomical Society of the Pacific 53: 242–244, Bibcode:1941PASP...53..242Z, doi:10.1086/125331. Zwicky ủng hộ cho việc sử dụng kính thiên văn góc rộng Schmidt, mà ông sử dụng để khám phá.
- Zwicky, F. (1945), Report on certain phases of war research in Germany, Aerojet Engineering Corp. Zwicky đã làm việc, nghiên cứu động cơ đẩy phản lực và các thứ khác cho Tổng công ty Aerojet trong và sau chiến tranh.
- Zwicky, F. (1957), Morphological astronomy, Springer-Verlag. Trong cuốn sách này Zwicky đề cập đến tự do hoàn toàn trong ý tưởng của mình trong việc nghiên cứu hình thái học như một công cụ để thực hiện những khám phá trong thiên văn học.
- Zwicky, F. (tháng 10 năm 1958), "Nuclear Goblins and Flare Stars", Publications of the Astronomical Society of the Pacific 70: 506–508, Bibcode:1958PASP...70..506Z,doi:10.1086/127284. Trong việc đề xuất sao neutron, Zwicky thấy được sự kết hợp bất ổn về tỷ trọng vật chất neutron trong ngôi sao lớn.
- Zwicky, F. (1969), Discovery, invention, research through the morphological approach, MacMillan. Zwicky cũng đề xuất rằng cách tiếp cận hình thái có thể được áp dụng cho tất cả các loại vấn đề sẽ vượt xa trong ngành khoa học cơ bản.